# Michael Madsen
Michael Søren Madsen (Chicago, Illinois, 25. rujna 1958. – Malibu, Kalifornija, 3. srpnja 2025.) bio je američki glumac i pjesnik, poznat po tumačenju uloga "teških momaka".
Rodio se u Chicagu, Illinois. Majka Elaine, je Emmyjem nagrađena pjesnikinja, producentica i dramatičarka koja je često radila za PBS, a otac Calvin bio je vatrogasac. Otac mu je podrijetlom Danac, a majka Irkinja. Njegova sestra Virginia je poznata glumica.
Jedan od Michaelovih učitelja bio je John Malkovich.
Na filmu nastupa od 1982. godine, a do sada je ostvario 100-njak uloga. Najpoznatiji je kao Mr. Blonde (Vic Vega) u filmu Reservoir Dogs, (Quentin Tarantino), Budd u Kill Bill, (Quentin Tarantino), Sonny u Donnie Brasco, Sin City, Umri drugi dan.

## Vanjske poveznice
- Michael Madsen u internetskoj bazi filmova IMDb-u (engl.)